# Reifinger See
Der Reifinger See (auch Reifinger Weiher) ist ein Baggersee südlich des Grassauer Ortsteils Reifing im oberbayerischen Landkreis Traunstein.
Am See befinden sich Parkplätze, Sanitäranlagen und eine Liegewiese. Am nordöstlichen Eck wird eine kleine Gaststätte betrieben.
Die EU-Einstufung der Badegewässerqualität ist seit mindestens 2015 „Ausgezeichnet“ (beste Stufe).